# پلی‌پپتید مهاری معده
پلی‌پپتید مهاری معده (Gastric inhibitory polypeptide)، هورمونی است ۴۲ اسید آمینه‌ای از خانواده سکرتین که از سلول‌های روده باریک ترشح می‌شود. این هورمون موجب کاهش انقباض ماهیچه‌های صاف مجرای فوقانی معدی-روده‌ای می‌باشد و حرکات سیستم گوارشی را کاهش می‌دهد.

## اثرات گوارشی
این هورمون از سلول‌های K مخاط پرزهای روده باریک به ویژه دئودنوم و ژوژنوم ترشح می‌شود. مهمترین نقش این هورمون کاهش حرکات عضلانی معده و روده و افزایش ترشح انسولین است. سایر اثرات هورمون GIP تحریک ترشح الکترولیتی از روده باریک و هم چنین در غلظت‌های بیش از حد فیزیولوژیک موجب مهار ترشح اسید معده،پپسین و گاسترین می‌باشد. ترشح GIP با خوردن غذا و افزایش سطح گلوکز خون تحریک می‌شود و برعکس ترشح آن توسط انسولین و گلوکاگون مهار می‌شود.